# Equus hydruntinus
Equus hydruntinus, auch als Europäischer Wildesel oder Steppenesel bezeichnet, ist eine ausgestorbene Pferdeart, die vom mittleren Pleistozän bis ins frühe Holozän im westlichen Eurasien vorkam. Sie erschien laut Fossilbericht erstmals vor 350.000 Jahren und verschwand erst im Verlauf des Holozäns.
Während des späten Pleistozäns war die Art in Europa von Spanien bis fast zur deutschen Nordseeküste und in Westasien ostwärts bis in den heutigen Iran verbreitet. Morphologisch unterschied sie sich vor allem durch den Bau der Backenzähne und die recht kurzen Nasenhöhlen von den heutigen Wildeseln und Halbeseln, ähnelte aber den letzteren insgesamt stärker. Auch genetische Untersuchungen deuten auf eine nahe Verwandtschaft mit den Asiatischen Halbeseln (Equus hemionus) hin.